# Ludwig Museum im Deutschherrenhaus

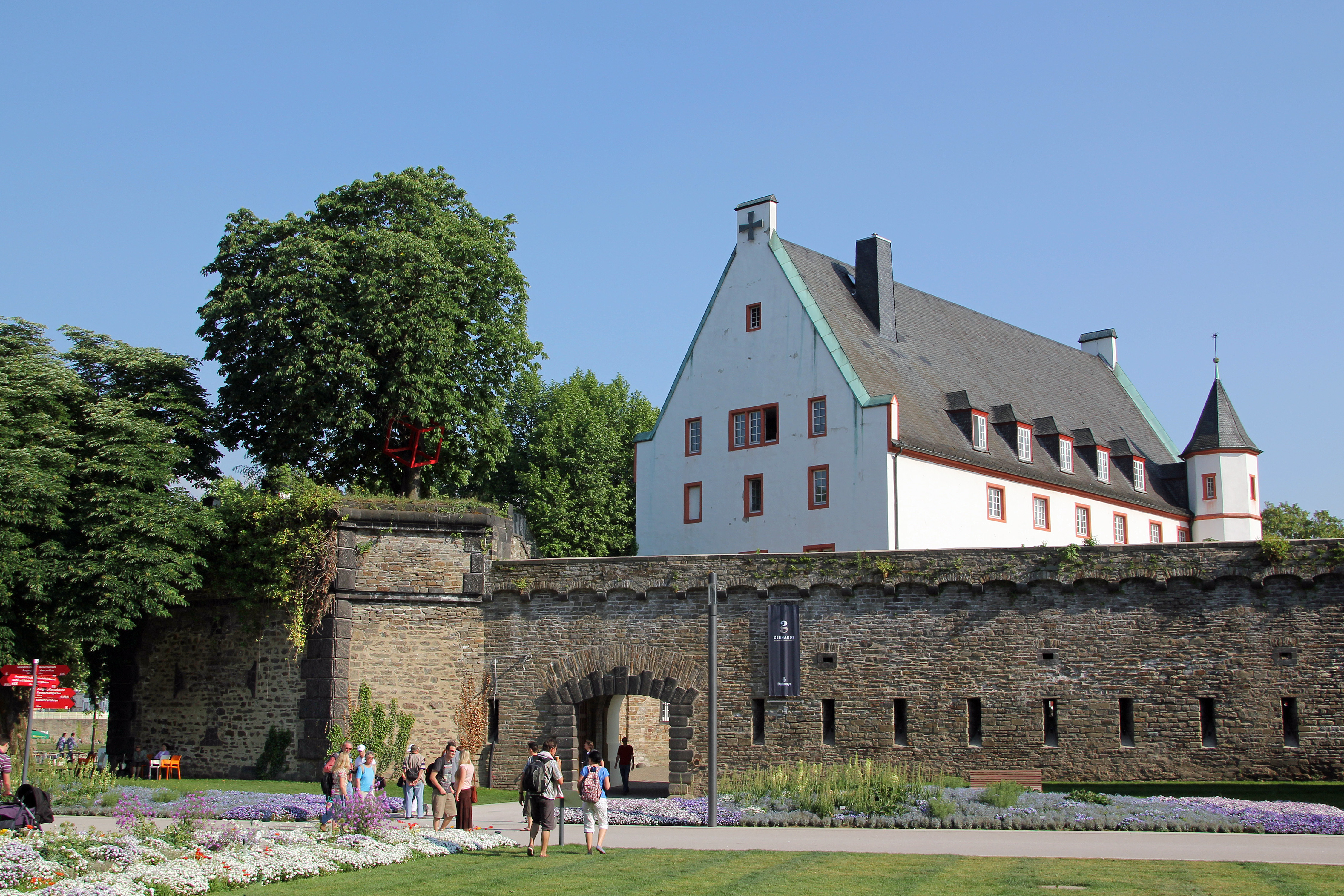
Deutschherrenhaus

Het Ludwig Museum im Deutschherrenhaus bevindt zich in Koblenz in de Duitse deelstaat Rijnland-Palts. Het museum maakt sinds 1992 deel uit van de Ludwigmusea.

## Geschiedenis
Het museum was het vijfde door het echtpaar Peter en Irene Ludwig geïnitieerde museum in Duitsland en werd in 1992 geopend met de tentoonstelling „Atelier de France".
Al in 1985 sprak Peter Ludwig over een museum voor hedendaagse kunst in het zogenaamde Deutsches Eck, tussen het Keizer-Wilhelm-Monument en de Basiliek Sint Kastor in Koblenz. In 1988 volgde een tentoonstelling met hedendaagse Franse kunst uit de Collectie Ludwig in het Haus Metternich. Kort daarop lukte het de stad Koblenz het voormalige "Kommende der Deutschherren" (het zogenaamde Deutschherrenhaus), dat teruggaat tot de dertiende eeuw, met steun van de deelstaat Rijnland-Palts te verwerven. De bestemming werd een museum voor moderne, Franse kunst.

## Collectie
Het Ludwig Museum stelt Franse kunst tentoon, met de nadruk op de jaren na de Tweede Wereldoorlog en is daarmee uniek in Duitsland. De museumcollectie is te zien op vier etages en omvat werken van Pablo Picasso, Wols, Jean Dubuffet, Bernar Venet, Daniel Buren, Claude Viallat, Arman, César, Jean Tinguely, Daniel Spoerri, Robert Combas en vele anderen. Bovendien is beeldhouwkunst te zien in de aangrenzende Blumenhof, met werk van onder anderen César, Anne en Patrick Poirier (met hun installatie Dépot de Mémoire et d'Oblie), Takashi Naraha en Robert Schad.

## Fotogalerij

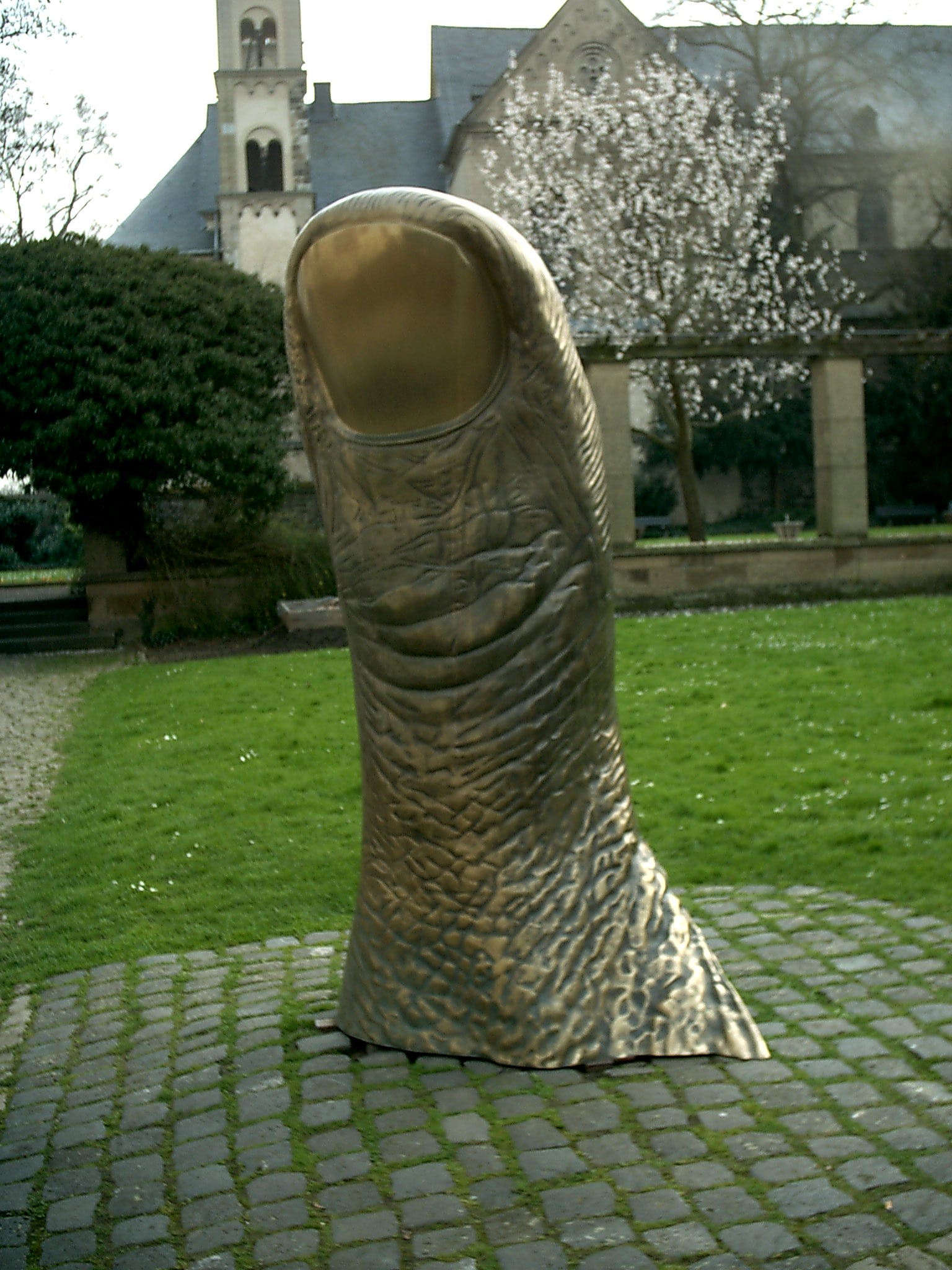
César: Le pouce (1963)
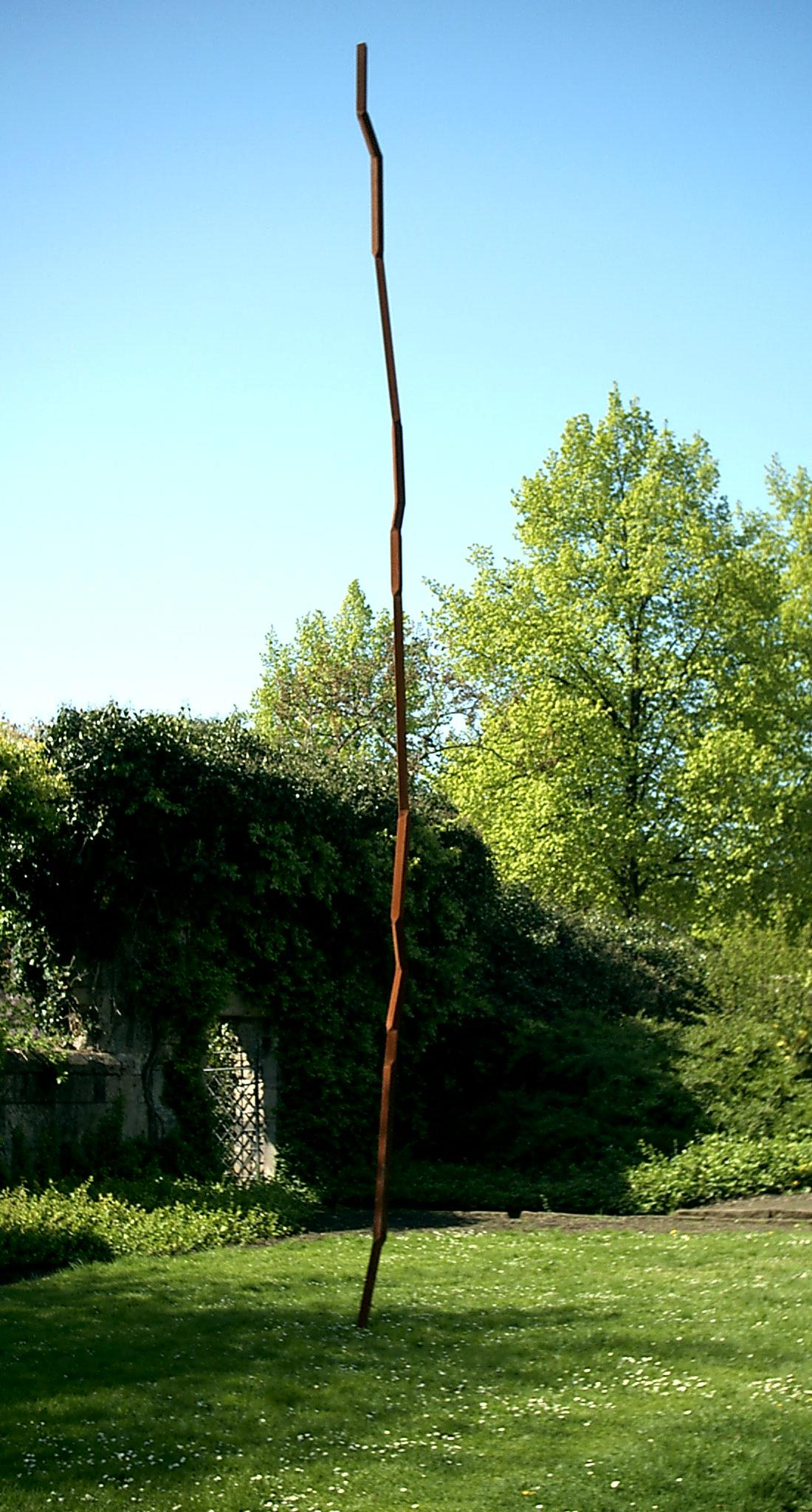
Robert Schad: Enfine (2005)
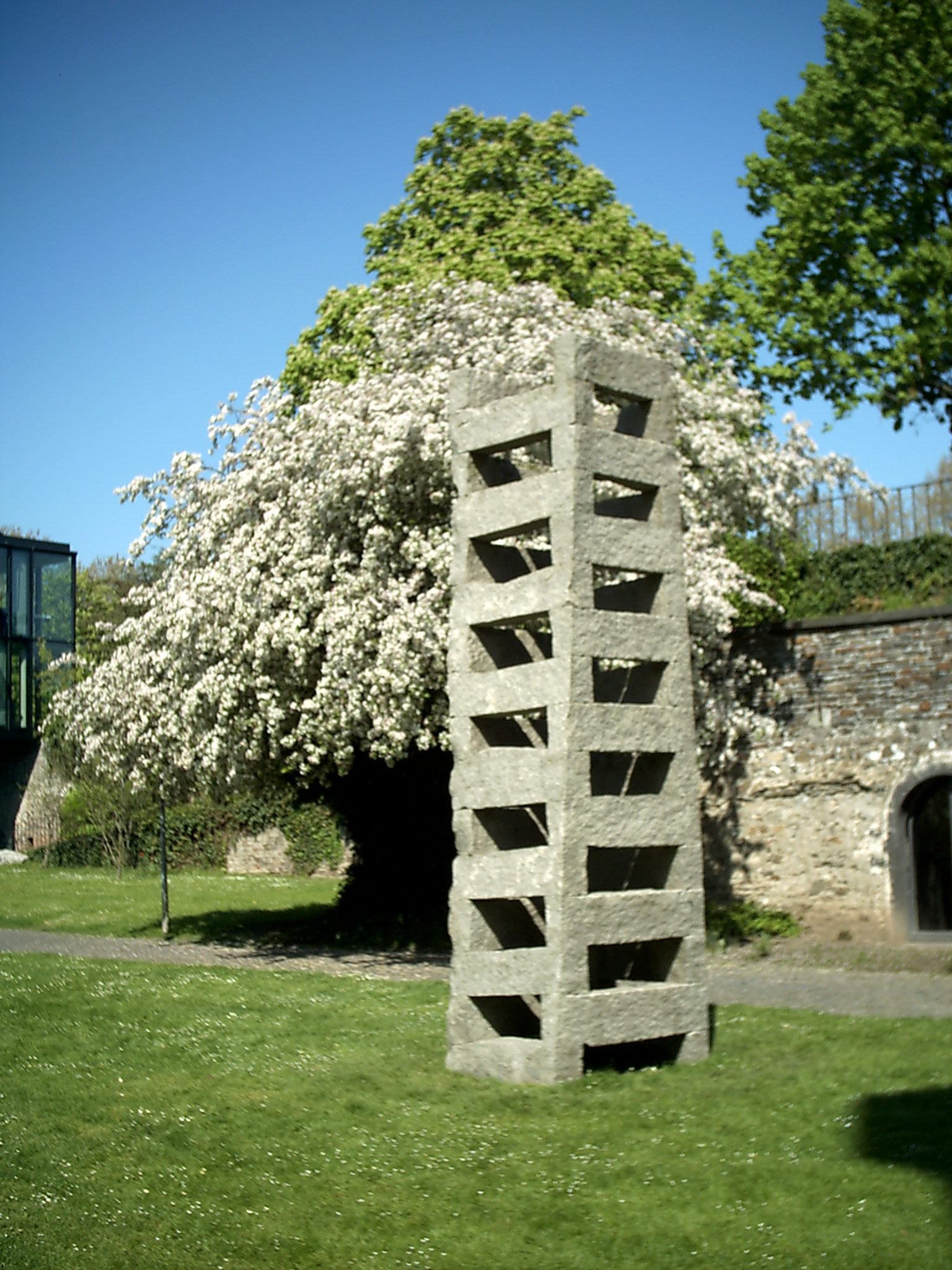
Takashi Naraha: Structure Mandala (2005)